# Meet the Spartans
Meet the Spartans is een Amerikaanse parodie op de film 300 onder regie van Jason Friedberg en Aaron Seltzer, die ook het script schreven. Hierin trekken de strijders van Sparta ten strijde tegen het veel grotere Perzische leger.
Meet the Spartans werd genomineerd voor vijf Razzie Awards, waaronder die voor slechtste film (samen met Disaster Movie van dezelfde regisseurs). Deze 'prijs' ging dat jaar naar The Love Guru.

## Verhaal
Sparta krijgt het leger van de god-koning Xerxes van Perzië (Ken Davitian) tegen zich nadat koning Leonidas (Sean Maguire) diens boodschapper de Put van de Dood inschopt (waarna hij dit ook doet met onder andere Britney Spears en de American Idol-jury met Simon Cowell, Randy Jackson en Paula Abdul).
Het leger van Leonidas zou uit 300 mannen moeten bestaan, maar hij heeft er maar dertien. Anderen kwamen niet door de strenge en zwaar homo-erotische selectie heen om in zijn leger te mogen. De dikke krijger Dilio (Jareb Dauplaise) is de enige zonder veel spierbundels, maar wordt toch toegelaten vanwege zijn 'mannelijke borsten'.
Terwijl Leonidas met zijn mannen de Perzen tegemoet gaat, probeert zijn vrouw Margo (Carmen Electra) in Sparta de senaat gunstig te stemmen. Daar ziet alleen niemand in dat Traitoro (Diedrich Bader) een verrader is die Sparta aan de Perzen wil overleveren.

## Parodieën
Behalve 300 komen er in Meet the Spartans ook (gepersifleerde) elementen voor uit de films Happy Feet, Spider-Man 3, GTA San Andreas, Stomp the Yard, Transformers, Ghost Rider en de serie Ugly Betty. Tevens worden onder andere Lindsay Lohan, Paris Hilton, Britney Spears, Ellen DeGeneres, Tom Cruise, Dane Cook, Donald Trump, George W. Bush, Brad Pitt en Angelina Jolie geparodieerd en is Chris Crockers YouTube-filmpje Leave Britney alone in het verhaal geïntegreerd.